# Bareg
Bareq (en árabe بارق) es una ciudad saudita en la región de Asir, de la que es capital. En 2010 tenía una población de 50 113 habitantes. Está situada a 400 metros de altitud, en el suroeste de la península arábiga.